# Line Damgaard
Line Damgaard (født 23. februar 1982 i Aalborg) er en dansk funktionshæmmet alpint skiløber, som deltog ved Vinter-PL 2014 i Sotji i Rusland.